# Réseau express régional zurichois
 (juin 2013).
Si vous disposez d'ouvrages ou d'articles de référence ou si vous connaissez des sites web de qualité traitant du thème abordé ici, merci de compléter l'article en donnant les références utiles à sa vérifiabilité et en les liant à la section « Notes et références ».
Le réseau express régional zurichois (abrégé RER zurichois, en allemand S-Bahn Zürich), est un réseau de trains de type RER desservant l'agglomération de Zurich et son aire urbaine en Suisse avec un bassin de population d'environ 1,5 million d'habitants.
C'est le premier réseau ferré de transport en commun en Suisse par le nombre de voyageurs transportés, qui était de 456 073 par jour en 2015.
Créé le 27 mai 1990, il est le premier et le plus étendu (380 km de lignes) des RER suisses. Il est le fruit d'un groupement entre les CFF, différentes entreprises de transports régionales et les ZVV, les transports publics de la région de Zurich. En 2008, 563 millions de passagers ont été transportés par les entreprises de la communauté de transport zurichoise (ZVV).

## Histoire
Avant la construction du RER zurichois, la plupart des trains à destination de Zurich avaient pour terminus la gare centrale de Zurich (Zürich Hauptbahnhof), à l'exception des lignes de la Sihltal Zürich Uetliberg Bahn qui avaient pour terminus la gare de Zurich Selnau. Construite à l'origine comme un terminus orienté vers l'ouest, la gare centrale servait de terminus pour les trains venant de toutes les directions. Elle était reliée aux lignes vers le nord et le nord-est par le tunnel de Wipkingen et la gare de Zurich Oerlikon. La gare centrale était également reliée par le tunnel du Letten à la ligne ferroviaire de la rive droite du lac de Zurich, au sud-est. Cette ligne s'arrêtait également à la gare de Stadelhofen, à l'opposé du centre-ville, avant de passer par le tunnel à voie unique jusqu'à la gare de Letten, puis de tourner à 180 degrés pour atteindre la gare centrale. Cette ligne parcourait 5 km pour couvrir la distance à vol d'oiseau de 1,5 km entre Stadelhofen et la gare centrale.

### Goldküstenexpress
La première étape du développement du système ferroviaire zurichois, qui aboutira plus tard à la création du RER, a été la mise en place du Goldküstenexpress (Côte d'or Express, en français) le 26 mai 1968 entre Zurich Stadelhofen et Rapperswil via Meilen, le long de la rive nord du lac de Zurich, communément appelée la Goldküste. Ce développement est dû au fait qu'après la Seconde Guerre mondiale, il y a eu une forte croissance des déplacements pendulaires vers Zurich depuis les anciens villages viticoles situés le long de la ligne de chemin de fer, ouverte à l'origine en 1894. Les navetteurs se plaignaient donc que les trains étaient surchargés, lents et souvent retardés.
Le canton de Zurich commença alors à développer un projet d'amélioration de la ligne de chemin de fer dans les années 1950. Comme celle-ci n'était pas utilisé par des trains de passagers ou de marchandises sur de longues distances, il était possible d'améliorer les dessertes locales. Des tronçons à double voie ont été construits entre Küsnacht et Herrliberg et entre Stäfa et Uerikon, ainsi que de nouvelles gares. Le principal problème était d'ordre financier, le développement de la ligne ne servant que des intérêts locaux et n'entraînant pas d'augmentation des recettes pour les Chemins de fer fédéraux suisses (CFF). À l'époque, le canton et les villes concernées ne pouvaient pas financer l'amélioration d'une ligne des CFF.
Le nouveau service du Goldküstenexpress fonctionnait selon un horaire régulier cadencé toutes les demi-heures et la durée totale du trajet pour une distance de 36 kilomètres fut réduite, passant de 60 à 40 minutes. La caractéristique la plus marquante de cette ligne ferroviaire améliorée était les rames automotrices électriques RABDe 12/12, composées de trois voitures. Ces rames avaient de bonnes performances pour l'accélération et le freinage et furent aussitôt surnommées "Mirages", du nom des avions de chasse à réaction. Les caractéristiques modernes des Mirages comprenaient des portes à fermeture automatique, ce qui permettait des arrêts courts dans les gares et une réduction du temps de trajet.

### Votation, construction et ouverture du S-Bahn

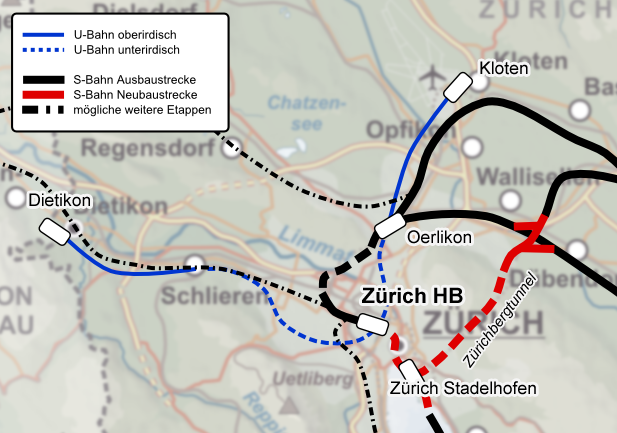
Carte de la proposition des années 1970 pour un réseau combiné U-Bahn et S-Bahn.

La première votation populaire concernant la construction d'un réseau de S-Bahn eut lieu en 1973, mais les votants refusèrent le projet combiné entre S-Bahn et métro (U-Bahn). La base du réseau actuel fut quant à elle mise en votation le 29 novembre 1981, elle fut acceptée par presque deux tiers des votants.
Les pièces maîtresses du projet à construire étaient : le Hirschengrabentunnel, entre la gare centrale de Zurich (Zürich HB) et la gare de Zurich Stadelhofen ; le Zurichbergtunnel entre Stadelhofen et la jonction aux lignes existantes de Dietlikon et Dübendorf, avec juste avant la nouvelle station de Stettbach ; et la connexion depuis Zürich HB à la ligne des SZU allant au Sihltal et à l'Uetliberg. Les aménagements les plus importants de gares eurent lieu à Hardbrücke, Zürich HB et Stadelhofen. Les gares de Hardbrücke et Stadelhofen furent en grande partie reconstruites ; celle de Zürich HB eut quatre voies souterraines en plus, qui permirent une meilleure connexion avec les lignes principales.

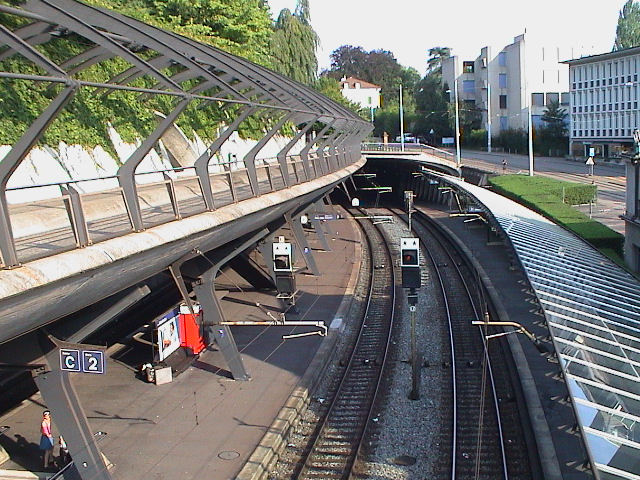
La gare de Stadelhofen, par Santiago Calatrava.

L'ouverture du S-Bahn Zürich eut lieu le 27 mai 1990. La plupart des principales lignes étaient déjà cadencées à la demi-heure à l'ouverture, d'autre suivirent plus tard. À la même date, les ZVV commencèrent le début de leur travail. Pour la première fois, il était possible de voyager en tramway, bus et S-Bahn sans changer de billet.
Le succès du S-Bahn Zürich se fit rapidement sentir, malgré quelques problèmes de démarrage. Depuis la création, le volume de voyage a augmenté de 60 %. Au total, 380 km de ligne sont ouverts au S-Bahn, auquel s'ajoutent des trains spéciaux ne s'arrêtant qu'aux gares les plus importantes et ne circulant que le matin et le soir.

### Premier, deuxième complément et service nocturne

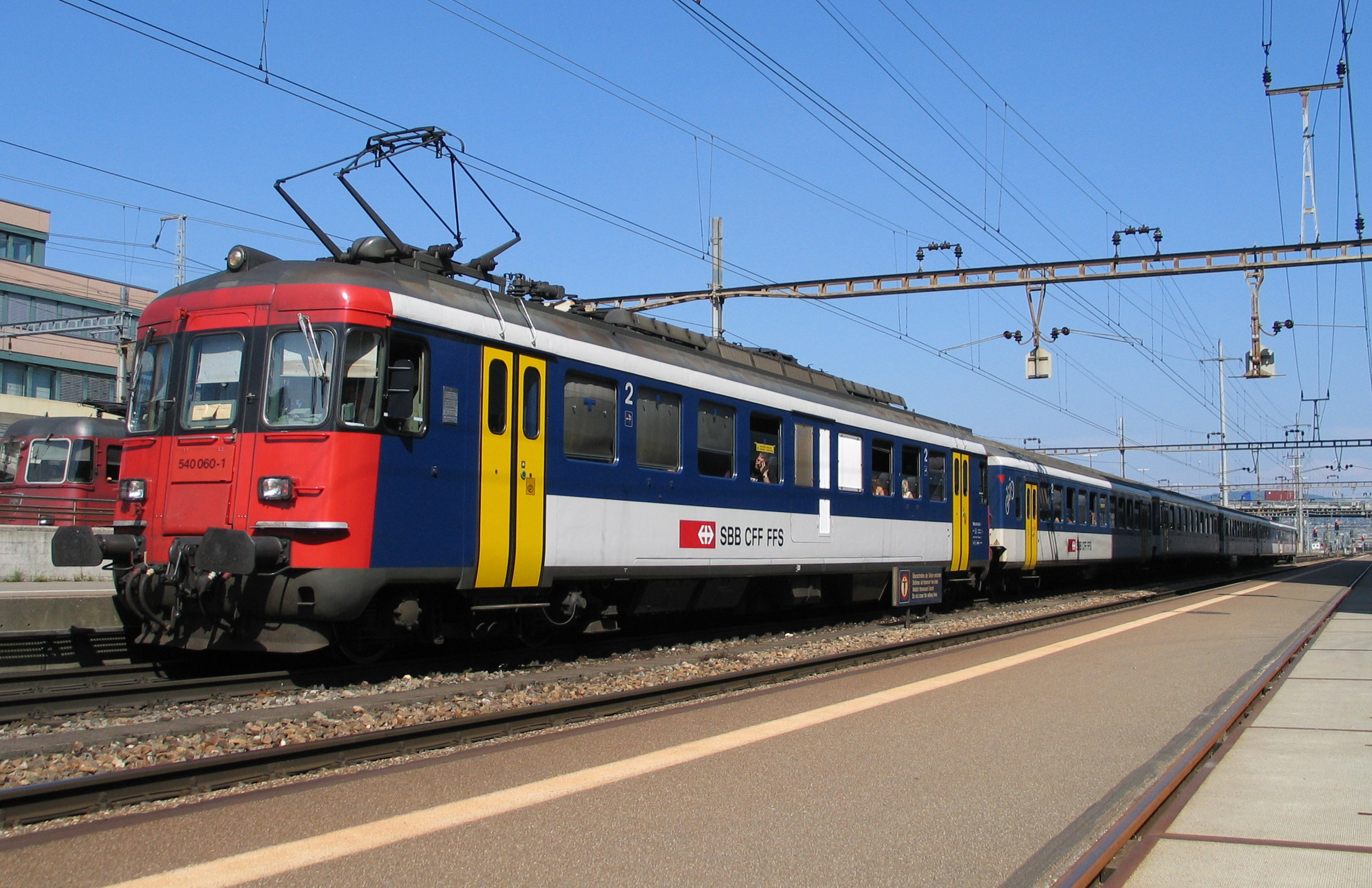
Un des plus vieux types de rames du S-Bahn Zürich.

Au bout d'un moment, la ligne S 12 passant par la vallée de la Limmat fut tellement surchargée entre Dietikon et Zürich HB que des transformations pour mieux écouler le trafic dans la vallée furent nécessaires ; le passage à quatre voies permit d'alléger la ligne. La cadence au quart d'heure put être introduite sur la S12, et aux trente minutes sur la S 9.
Le deuxième complément concernait les lignes du bord du lac de Zurich, la S 6, la S 7 et la S 16, où la mesure de passer à une cadence au quart d'heure fut décidée et densifia considérablement le trafic. Entre Dietikon et Schlieren fut inaugurée la nouvelle gare de Glanzenberg.
En décembre 2002, l'offre des S-Bahn fut complétée avec des S-Bahn de nuit (Nachtnetz ; SN). Le service de nuit fonctionnait la nuit de vendredi/samedi et samedi/dimanche. Ceci permit d'assurer un service avec les S-Bahn normaux sur 24 heures pendant le week-end.

### Troisième complément

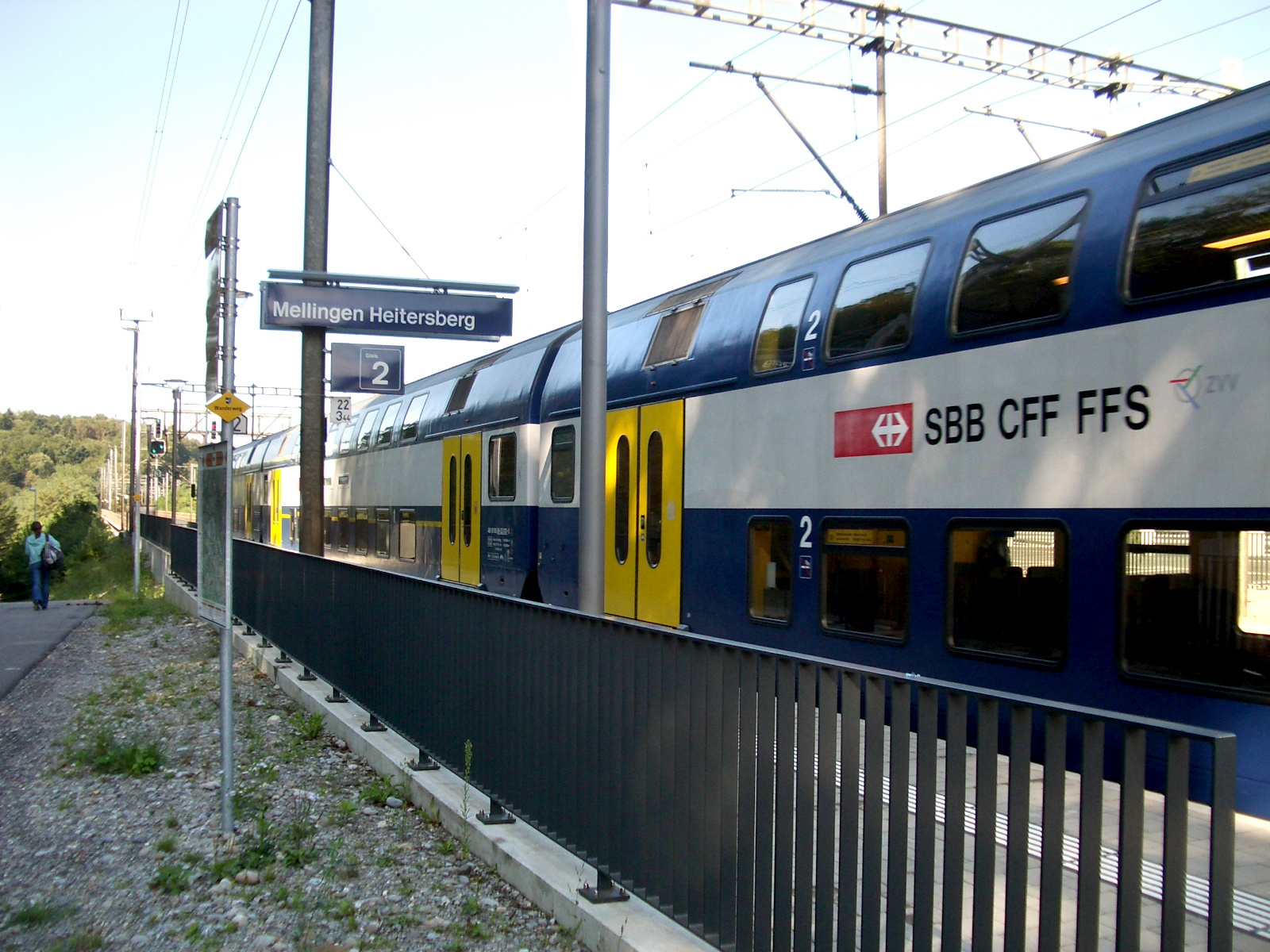
Une rame de S-Bahn à la gare de Mellingen-Heitersberg, ouverte en 2006

En cours de réalisation jusqu'en 2007, le troisième complément a surtout permis l'application d'une cadence d'horaire au quart d'heure sur un plus grand nombre de lignes. En 2004 (date de mise en service du réseau Rail 2000), la construction d'un tunnel sous les voies déjà existantes dans la Limmattal de Dietikon à Aarau permit de mettre en place le prolongement de la ligne S 3 jusqu'à cette dernière ville, prolongement dans lequel était desservie la nouvelle gare de Mellingen-Heitersberg.
En 2006, fut ouverte la ligne de S-Bahn S 15, étant permise par l'agrandissement de la ligne entre Rapperswil et Birsmendorf ; en 2007, la même ligne fut prolongée jusqu'à Affoltern am Albis avec l'ouverture de la nouvelle section ferroviaire dans la Limmattal. Dans le sud de la ville, un tronçon  de la ligne des SZU fut mis en double voie.
Dans les S-bahn de la région de Winterthour, la ligne S 8 fut prolongée de Winterthur à Weinfelden, ce qui permit de connecter Weinfelden deux fois par heure avec la ligne S 30.

### Ouverture du tunnel de Weinberg

Carte de la deuxième ligne traversante de la gare centrale via le tunnel de Weinberg

À la suite d'un référendum, un projet fut lancé pour créer une nouvelle ligne diamétrale entre la gare centrale et la gare d'Oerlikon. Contrairement aux deux itinéraires existants entre les deux gares, le tunnel de Weinberg approcherait la gare centrale par l'est, ce qui permettrait aux trains de circuler entre les lignes ouest et nord sans contourner la gare centrale. Cet itinéraire, connu sous le nom de Durchmesserlinie Zürich, était destiné à la fois aux trains longue distance et aux trains du RER zurichois. Le projet comprenait également une troisième série de quais souterrains traversants sous la gare centrale de Zurich, une nouvelle voie surélevée pour les approches par l'ouest et deux quais supplémentaires à Oerlikon.

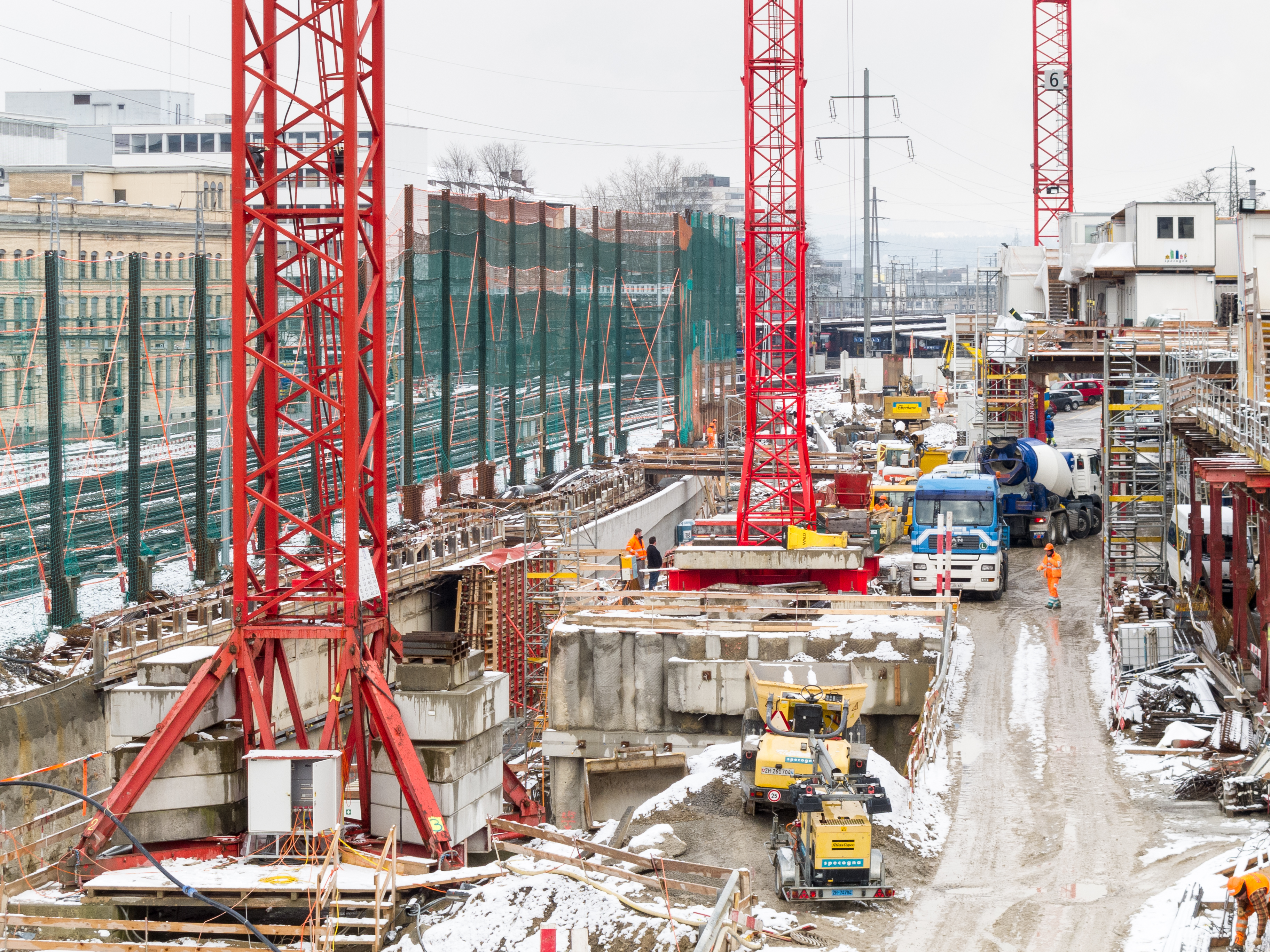
Travaux de construction de la nouvelle ligne diamétrale à la gare d'Oerlikon en janvier 2011

Le nouveau tunnel du Weinberg a été percé en novembre 2010 et ouvert au trafic le 14 juin 2014. À la même date, les nouveaux quais souterrains, qui forment une nouvelle zone de la gare centrale appelée Löwenstrasse, ont été inaugurés. Ces travaux importants amenèrent à de grands changements sur le réseau du RER,,.

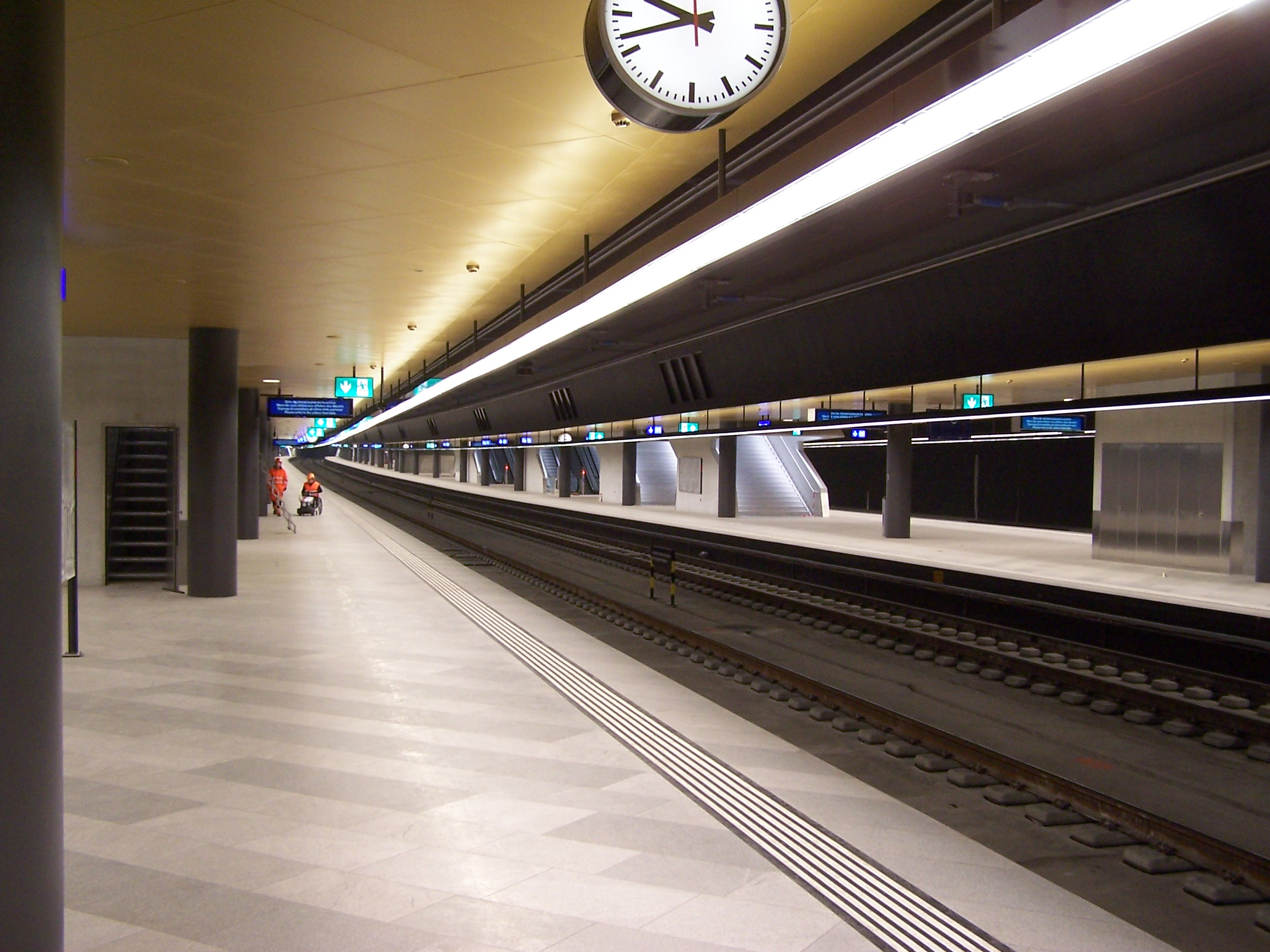
La nouvelle gare de la Löwenstrasse

Ces changements comprennent le déroutement des lignes S 2, S 8 et S 14 à travers le tunnel du Weinberg. Ces lignes passaient auparavant par la gare de Zurich Wipkingen et, pour éviter que cette gare ne perde son service, la ligne S 24 a été prolongée de la gare centrale de Zurich jusqu'à la gare de Zurich Oerlikon en passant par Wipkingen. Parallèlement, l'ancien Glarner Sprinter, un train circulant toutes les deux heures entre Zürich Hauptbahnhof et Linthal, a été remplacé par un nouveau RER circulant toutes les heures, le S 25. Ces changements majeurs ont entraîné un certain nombre d'autres réarrangement de lignes, la desserte des différentes gares étant assurée par des lignes différentes qu'auparavant,.

## Projets

### PRODES 2035
Avec l'étape d'aménagement 2035, il est prévu d'étendre la cadence au quart d'heure dans l'agglomération zurichoise.
En 2019, l'Assemblée fédérale a approuvé des investissements à hauteur de 12,9 milliards de francs pour l'ensemble de la Suisse dans le cadre de l'étape d'aménagement ferroviaire 2035. Pour l'agglomération zurichoise, plusieurs projets importants, qui permettront d'éliminer les principaux goulets d'étranglement et d'étendre encore l'offre sur le réseau du RER zurichois, sont prévus.
Les investissements pour la région de Zurich comprennent, entre autres, :
- La création du tunnel de Brütten, qui permettra d'augmenter les circulations entre Zurich et Winterthour[14].
- L'agrandissement de la gare de Zurich Stadelhofen, avec la construction d'une quatrième voie souterraine et du deuxième tunnel Riesbach vers Zurich Tiefenbrunnen[15].
- La création du tunnel de base du Zimmerberg 2, consistant en la construction de 10,8 km de double voie souterraine supplémentaire entre Thalwil et Zoug[16].
- La mise à double voie des tronçons Uster–Aathal, Opfikon–Kloten et Herrliberg-Feldmeilen–Meilen.

### S-Bahn 2G
Avec le RER zurichois de deuxième génération (S-Bahn 2G), la ZVV et les CFF veulent doubler à long terme les capacités du réseau ferroviaire zurichois et mieux utiliser l'infrastructure existante. Le projet prévoit un système de RER intérieur et de RER express. Le RER intérieur desservira la ville de Zurich et la petite ceinture de l'agglomération et circulera au moins tous les quarts d'heure. Le RER express desservira tous les arrêts situés en dehors de la banlieue et se rendra ensuite sans arrêt intermédiaire aux principales gares de la ville, Zurich Stadelhofen, Hardbrücke, Oerlikon, Enge, Altstetten et la gare centrale de Zurich.
Le matériel roulant sera également adapté au S-Bahn 2G. L'idée est de permettre aux trains à deux étages de circuler sur le RER express pendant que le nouveau matériel roulant sera utilisé sur le RER intérieur. Les nouvelles rames doivent permettre un changement plus rapide des passagers, ce qui plaide en faveur de trains à un seul étage. La ZVV vise une première étape de mise en œuvre d'ici 2035, les conditions préalables au S-Bahn 2G étant le tunnel de Brüttener et la quatrième voie à la gare de Stadelhofen,.

## Réseau

### Concept de l'horaire
La S-Bahn Zürich possède un concept d'exploitation relativement performant. Le principe essentiel est que pour chaque ligne les trains circulent selon un horaire cadencé à la demi-heure et s'arrêtent à toutes les stations. Sur les tronçons à fréquentation élevée on obtient une cadence au quart-d'heure par l'exploitation de deux lignes, par exemple : grâce à deux lignes différentes sur un tronçon commun, S3 et S12 entre Dietikon et Zürich Hauptbahnhof (ou Zürich HB), un train passe en moyenne toutes les 15 minutes entre ces deux arrêts (voir illustration). Depuis Dietikon ces deux lignes continuent dans des directions différentes (Pfäffikon (Zurich) avec le S3 et Winterthour avec le S12) à la cadence de la demi-heure.
Une autre caractéristique du concept est la connexion entre régions périphériques situées de part et d'autre du centre grâce à des lignes diamétrales. Ces lignes relient des terminus de banlieue via le centre-ville (Zürich HB), comme les lignes du RER d'Île-de-France. Par exemple la ligne S3, permet à un voyageur de partir depuis Lenzburg et d'aller aussi bien à Zürich HB ou à Wetzikon sans changer de train. Cependant, cette forme de desserte empêche parfois l'application d'une cadence au quart d'heure, en raison du passage de trains Intercity, passant à la cadence de trente minutes ou une heure ; ce qui donne parfois une cadence de 12/18 minutes. Et pour finir certains horaires deviennent assez spéciaux, des horaires avec des trains passant à deux minutes d'écart, ensuite cinq, après quatre, mais avec trois/quatre lignes différentes, comme exemple, est révélateur de la complexité.
Les premiers trains commencent leur service à 5h30 ou à 6h. Ils le finissent soit à 24h ou 1h du matin.

### Électrificationdu réseau

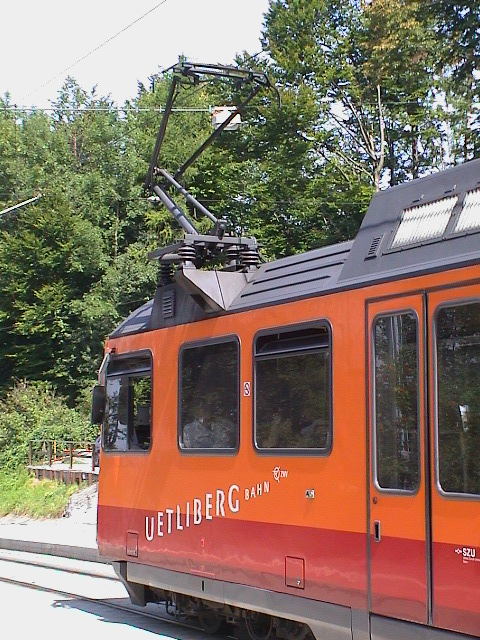
Automotrice de l'Uetlibergbahn. Le pantographe décentré est bien visible.

La presque totalité des lignes à voie normale sont électrifiées en 15 000 V CA 16 ⅔ Hz, seul le S 10 (Uetlibergbahn) est alimenté en 1 200 V CC par une caténaire décentrée. Les lignes à voie métrique (S 17 BDWM et S 18 FB) sont également électrifiées en 1 200 V CC, et lorsque les trains du Forchbahn circulent sur les voies des VBZ, la tension est de 600 V CC.

### Tracés des lignes
| #    | Dessertes | Remarques | Opérateur |
| ---- | --- | --- | --------- |
| S 2  | Zurich Aéroport – Gare centrale de Zurich – Pfäffikon SZ – Ziegelbrücke (– Unterterzen)                                         | S'arrête entre Pfäffikon ZH et Zurich Enge uniquement à Richterswil, Wädenswil, Horgen et Thalwil ; sans arrêt entre Siebnen-Wangen et Ziegelbrücke ; prolongé jusqu'à Untererzen le week-end. | CFF       |
| S 3  | (Bülach –) Hardbrücke – Gare centrale de Zurich – Stadelhofen – Effretikon – Wetzikon                                           | Circule les jours ouvrables aux heures de pointe jusqu'à Bülach. | CFF       |
| S 4  | Gare centrale de Zurich – Adliswil – Langnau-Gattikon (– Sihlwald)                                                              | Circule toutes les dix minutes aux heures de pointe ; prolongé toutes les heures jusqu'à Sihlwald.                                                                                             | SZU       |
| S 5  | Zoug – Affoltern am Albis – Gare centrale de Zurich – Uster – Pfäffikon SZ                                                      | S'arrête entre Stadelhofen et Wetzikon uniquement à Uster ; sans arrêt entre Pfäffikon SZ et Rapperswil.                                                                                       | CFF       |
| S 6  | Baden – Regensdorf-Watt – Gare centrale de Zurich – Uetikon                                                                     | | CFF       |
| S 7  | Winterthour – Kloten – Gare centrale de Zurich – Stadelhofen – Meilen – Rapperswil                                              | Circule sans arrêt entre Stadelhofen et Meilen. | CFF       |
| S 8  | Winterthour – Wallisellen – Gare centrale de Zurich – Thalwil – Pfäffikon SZ                                                    | | CFF       |
| S 9  | Schaffhouse – Rafz – Gare centrale de Zurich – Stettbach – Uster                                                                | Circule entre Rafz et Schaffhouse à la cadence horaire. | CFF       |
| S 10 | Gare centrale de Zurich – Triemli – Uitikon Waldegg – Uetliberg                                                                 | | SZU       |
| S 11 | Aarau – Lenzburg – Dietikon – Gare centrale de Zurich – Stettbach – Winterthour – Seuzach/Sennhof-Kyburg (– Wila)               | Circule sans arrêt entre Stettbach et Winterthour et à la cadence horaire entre Dietikon et Aarau, toutes les 30 minutes aux heures de pointe.                                                 | CFF       |
| S 12 | Brugg – Altstetten – Gare centrale de Zurich – Stadelhofen – Winterthour – Schaffhouse/Wil                                      | Circule sans arrêt entre Stettbach et Winterthour. | CFF       |
| S 13 | Wädenswil – Einsiedeln | | SOB       |
| S 14 | Affoltern am Albis – Altstetten – Gare centrale de Zurich – Oerlikon – Wallisellen – Hinwil                                     | | CFF       |
| S 15 | Rapperswil – Uster – Gare centrale de Zurich – Oberglatt – Niederweningen                                                       | S'arrête entre Stadelhofen et Wetzikon uniquement à Uster. | CFF       |
| S 16 | Zurich Aéroport – Gare centrale de Zurich – Herrliberg-Feldmeilen (– Meilen)                                                    | Prolongé jusqu'à Meilen le soir. | CFF       |
| S 17 | Dietikon – Bremgarten – Wohlen                                                                                                  | | AVA       |
| S 18 | Zurich Stadelhofen – Forch – Esslingen                                                                                          | Circule tous les quarts d'heure entre Stadelhofen et Forch, et sur toute la ligne aux heures de pointe.                                                                                        | FB        |
| S 19 | (Koblenz – Baden –) Dietikon – Gare centrale de Zurich – Wallisellen – Effretikon (– Pfäffikon ZH)                              | Ne circule que les jours ouvrables. Koblenz - Dietikon et Effretikon - Pfäffikon ZH uniquement aux heures de pointe.                                                                           | CFF       |
| S 20 | (Uerikon – Zurich Stadelhofen – Gare centrale de Zurich – Zurich Hardbrücke)                                                    | | CFF       |
| S 21 | (Regensdorf-Watt – Oerlikon – Gare centrale de Zurich)                                                                          | Ne circule qu'aux heures de pointe. Arrêt Zurich Affoltern uniquement dans le sens de la charge.                                                                                               | CFF       |
| S 23 | (Gare centrale de Zurich – Stadelhofen – Winterthour (– Romanshorn))                                                            | | CFF       |
| S 24 | Thayngen – Schaffhausen/Weinfelden – Winterthour – Zurich Aéroport – Gare centrale de Zurich – Thalwil – Horgen Oberdorf – Zoug | | CFF       |
| S 25 | Gare centrale de Zurich – Pfäffikon SZ – Ziegelbrücke – Glarus – Linthal                                                        | Trains rapides toutes les heures (ancien Glarner Sprinter). | CFF       |
| S 26 | Winterthour – Bauma – Rüti ZH                                                                                                   | | Thurbo    |
| S 29 | Winterthour – Stein am Rhein | | Thurbo    |
| S 30 | Winterthour – Frauenfeld – Weinfelden                                                                                           | | Thurbo    |
| S 33 | Winterthour – Schaffhouse | | CFF       |
| S 35 | Winterthour – Wil | | Thurbo    |
| S 36 | Bülach – Bad Zurzach – Waldshut                                                                                                 | | Thurbo    |
| S 40 | Rapperswil – Pfäffikon SZ – Einsiedeln                                                                                          | | SOB       |
| S 41 | Winterthour – Bülach | | Thurbo    |
| S 42 | (Gare centrale de Zurich – Dietikon – Wohlen – Muri)                                                                            | Ne circule qu'aux heures de pointe. | CFF       |

Remarques
Tous les trains sont maintenant (décembre 2010) modernisés, et comportent : de nouvelles vitres avec film protecteur, des caméras de vidéo-surveillance, les portes colorées en rouge et des écrans LCD dans les voitures.
La ligne S1 a été supprimée le 12 décembre 2004 pour être remplacée par les lignes S 21 et S 24, car la ligne S1 des S-Bahn Zürich allait à Zoug, où une ligne de S-Bahn du canton de Zoug numérotée elle aussi S 1, partait sur le même tronçon, mais s'arrêtait à Baar, alors que la S1 de Zurich continuait. Afin d'éviter la confusion, la partie du S1 de S-Bahn Zürich entre Zoug et Thalwil fut transformée en ligne S 21, avec toutefois des prolongements jusqu'à Zurich HB aux heures de pointe ; la deuxième partie de la ligne, entre Thalwil et Zürich HB, fut transformée en ligne S 24, qui est maintenant prolongée jusqu'à Horgen, sur une autre ligne.
Le soir, à partir de 21 h, toutes les lignes sont accompagnées de contrôleurs CFF (2 ou 3), et des agents de la police ferroviaire (1 ou 2).
Pendant les mois hivernaux, la ligne S 2 est prolongée jusqu'à Unterterzen, où les passagers peuvent accéder aux stations de sports d'hiver présentes dans la région.
Sur la ligne S 3, le service du soir continue en direction d'Olten. Les trains accélérés circulant entre Zürich HB et Winterthour sont sous le nom de S 11.

#### Lignes

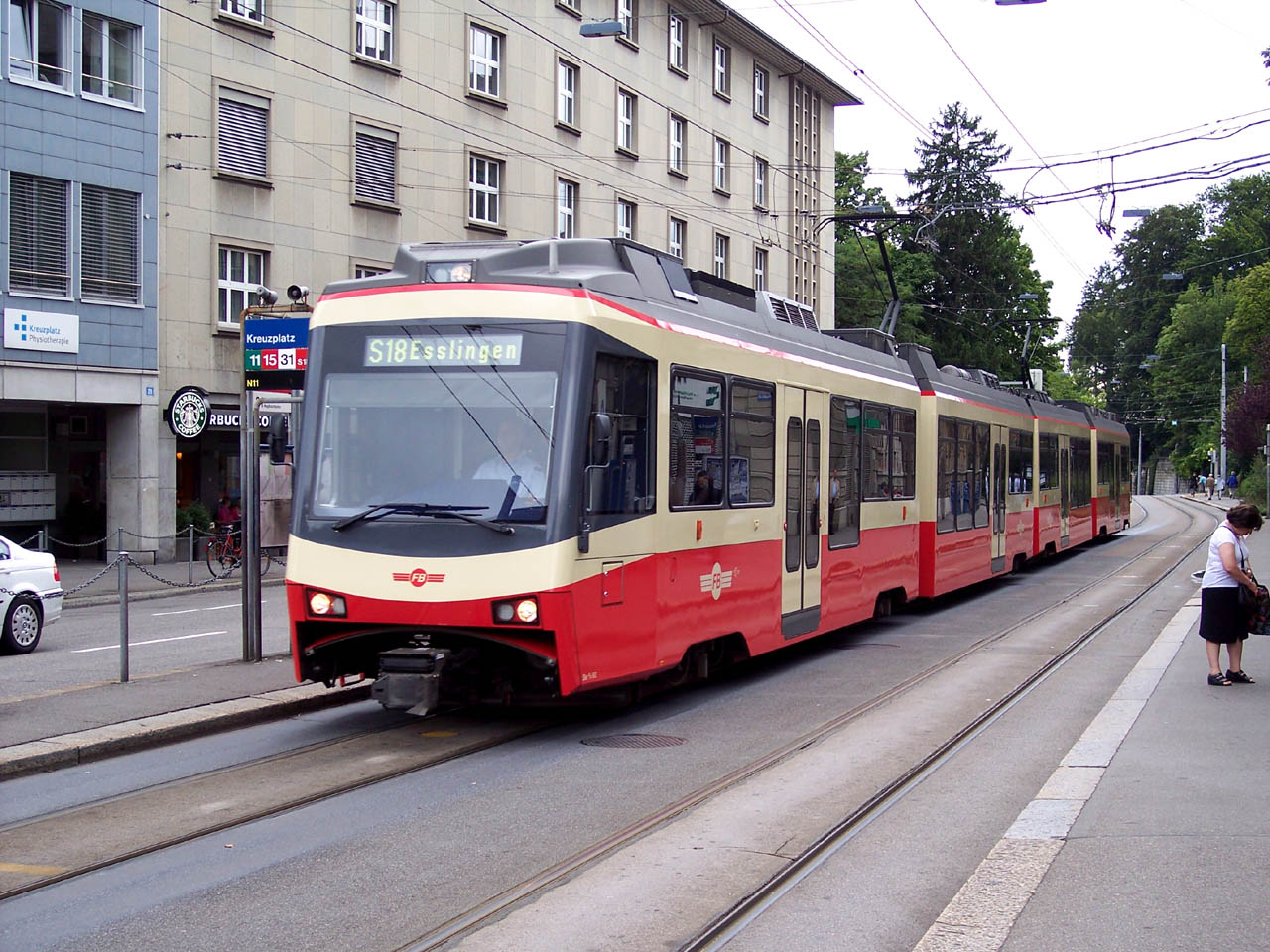
Le tram-S-Bahn du Forchbahn

Les lignes des S-Bahn Zürich peuvent être groupées en différents genres de lignes.
Les lignes S 2 S 3 S 5 S 6 S 7 S 8 S 9 S 13 S 14 S 15 et S 16 sont considérées comme les lignes de base du réseau de S-Bahn de Zurich. Elles sont cadencées à la demi-heure ; les rames sont le plus souvent doubles et sont gérées par les CFF.
Les lignes S 4 et S 10 sont gérées par le SZU ; aux heures de pointe la cadence est de dix minutes.
Les lignes S 17 et S 18 sont d'anciennes lignes de tramways suburbains à haute tension (1 200 V CC). La fréquence est très élevée et les rames circulent sur de la voie métrique.
Toutes les lignes restantes ayant des numéros au-dessus de 20 sont d'anciennes lignes régionales, non prévues dans le projet de base. À la création des S-Bahn Zürich la plupart de ces lignes furent numérotées. Au départ elles avaient toutes un horaire cadencé à l'heure, certaines ont maintenant un horaire cadencé à la demi-heure. L'augmentation du trafic voyageur sur ces lignes ont poussé S-Bahn Zürich à acquérir de nouvelles rames chez Siemens et Stadler. Dans le futur, il est projeté d’intégrer les lignes régionales axées d'abord sur Winterthour dans un réseau de S-Bahn Winterthour, ce serait par exemple le cas des lignes S 29 S 30S 33 et S 35. Ces lignes sont gérées par Thurbo.

### Service de nuit
Le réseau de nuit des ZVV a été créé en décembre 2002, il est constitué à la base par le réseau de nuit par bus et tram mis en service par la ville de Zurich, auquel se sont joints les S-Bahn. Le réseau de nuit fonctionne la nuit de vendredi-samedi et de samedi-dimanche, ainsi que certains jours fériés, de 1 h à 4 h du matin. Le nom donné aux lignes du service de nuit se distingue du service normal, les lignes sont appelées SN #, # étant le numéro de la ligne.
Voici les lignes au 11 décembre 2022 :
- SN 1 Winterthur – Zürich HB – Baden – Lenzburg (– Aarau)
- SN 3 Winterthur – Schaffhausen (– Stein am Rhein) (Thurbo)
- SN 4 Zürich HB – Langnau-Gattikon (SZU)
- SN 5 Bülach – Zürich HB – Uster – Rapperswil
- SN 6 Würenlos – Zürich HB – Winterthur
- SN 7 Bassersdorf – Zürich HB – Stäfa
- SN 8 Zürich HB – Thalwil – Pfäffikon SZ – Lachen
- SN 9 Zürich HB – Affoltern am Albis (– Zug)
- SN 18 Zürich Stadelhofen – Egg (Forchbahn)
- SN 41 Winterthur – Embrach – Bülach (Thurbo)
- SN Bülach – Rafz – Jestetten – Schaffhausen (Thurbo)
- SN Winterthur – Frauenfeld – Weinfelden – Amriswil – Romanshorn (Thurbo)
- SN Winterthur – Elgg – Wil – Gossau – St. Gallen – St. Margrethen (Thurbo)

### Exploitant
Les lignes du S-Bahn Zürich appartiennent à six entreprises différentes, mais la responsabilité du marché des S-Bahn revient aux CFF.
| Exploitant                          | Lignes                                                                                       |
| ----------------------------------- | -------------------------------------------------------------------------------------------- |
| Chemins de fer fédéraux (CFF)       | S 2 S 3 S 5 S 6 S 7 S 8 S 9 S 11 S 12 S 14 S 15 S 16 S 21 S 24 S 55 SN 1 SN 5 SN 7 SN 8 SN 9 |
| Thurbo (Filiale des CFF)            | S 22 S 26 S 29 S 30 S 33 S 35 S 41 SN 3 SN                                                   |
| Sihltal Zürich Uetliberg Bahn (SZU) | S 4 S 10 SN 4                                                                                |
| Südostbahn (SOB)                    | S 13 S 40                                                                                    |
| Aargau Verkehr (AVA)                | S 17                                                                                         |
| Forchbahn (FB)                      | S 18 SN 18                                                                                   |

## Matériel roulant

### NavetteRe 450

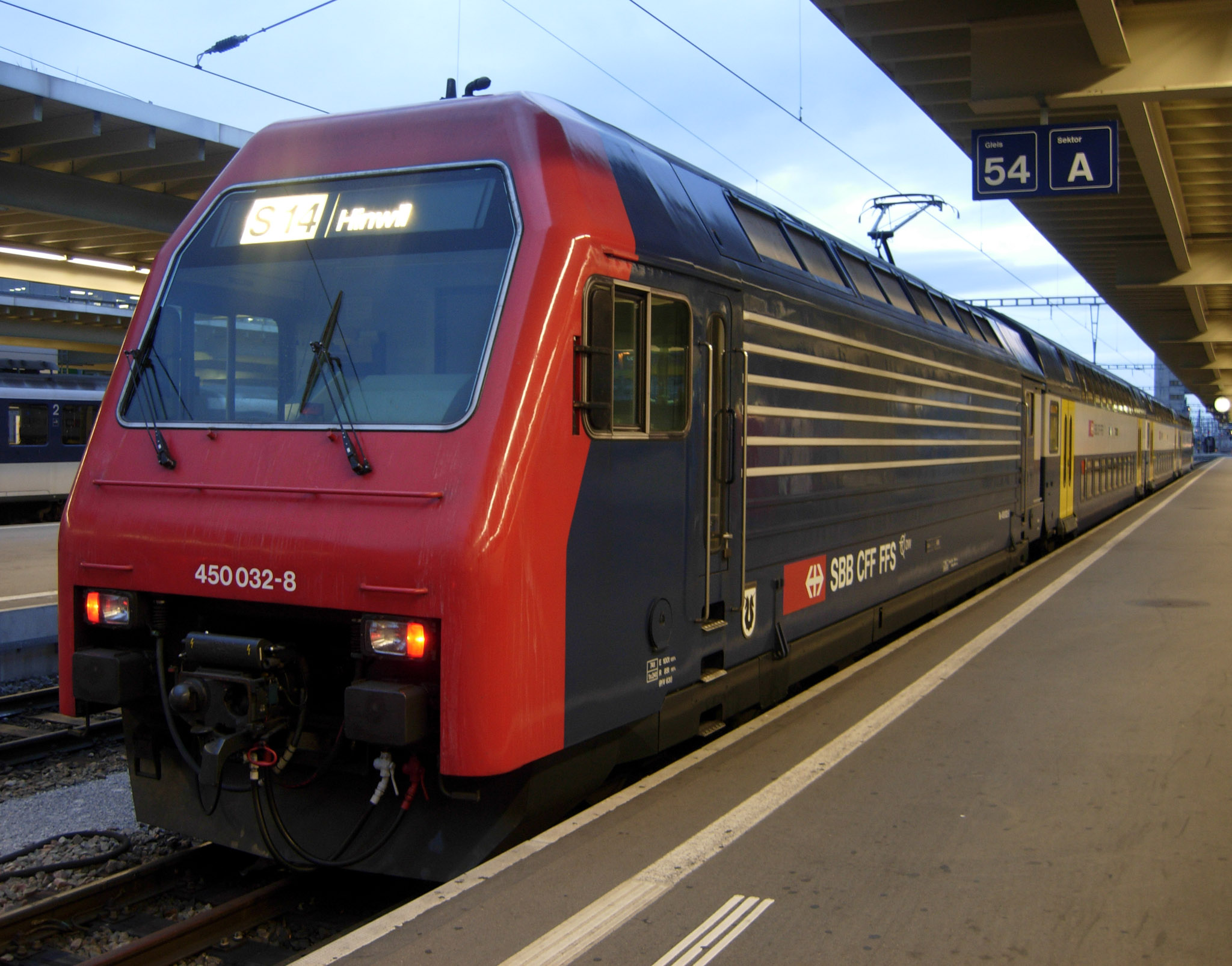
Une rame Re 450 à
Zürich HB.

La rame Re 450 est une navette à doubles niveaux (Doppelstock Pendelzug (DPZ) en allemand), formée en rame fixe comprenant une motrice Re 450, une voiture de 2e classe (B), une voiture de 1re/2e classe (AB) et d'une voiture pilote (Bt).
La Re 450 est actuellement le principal genre de rame utilisée sur le réseau, malgré l'apparition récente de nouvelles rames (voir chapitre d'en dessous). Une composition de base mesure environ 100 mètres de long. Aux heures de pointe, les assemblages les plus grands atteignent trois ensembles de base.

### Navette RABe 514

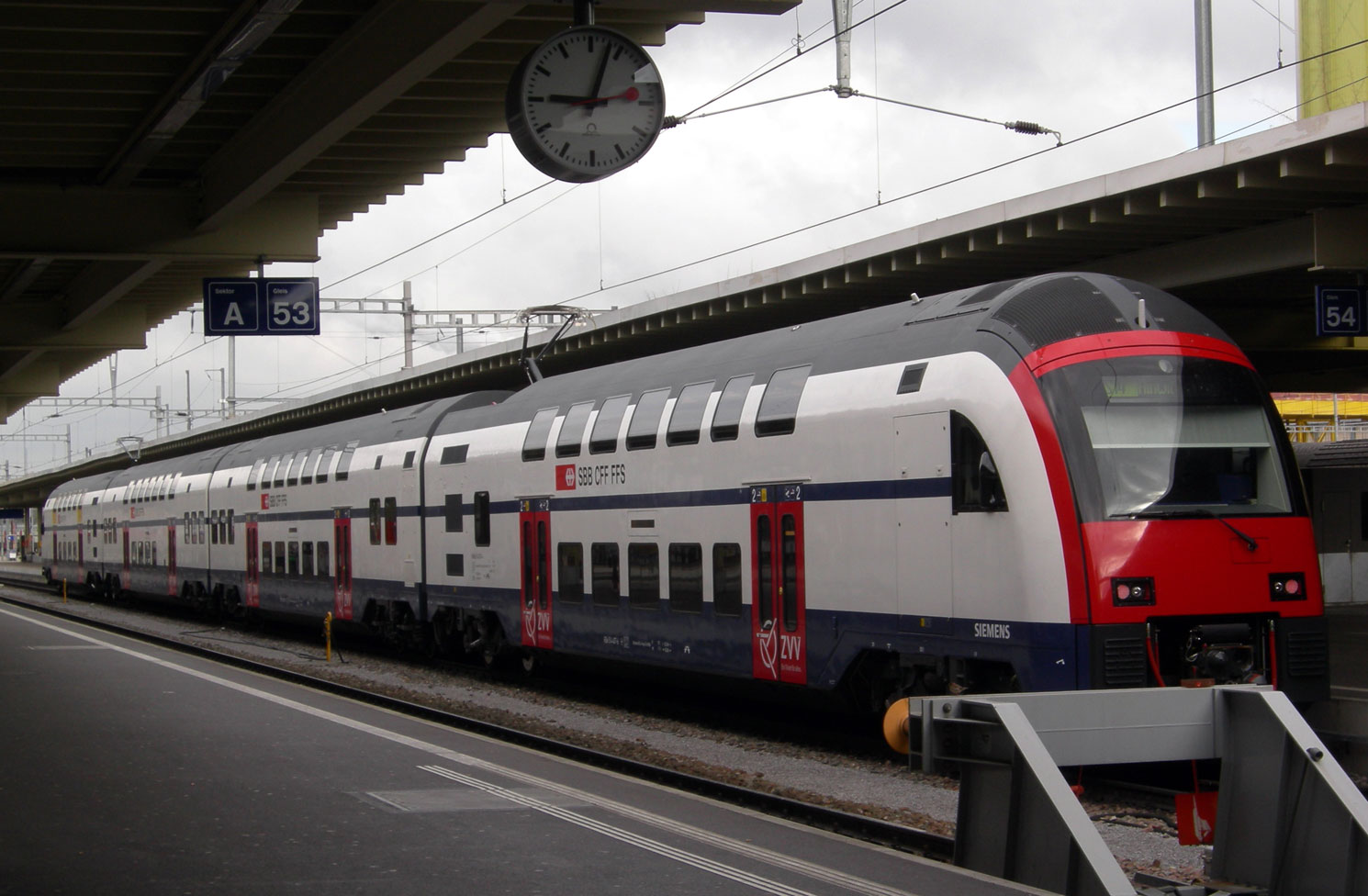
Une nouvelle rame RABe 514 en gare de Zürich HB.

La navette RABe 514 est la seconde génération de navettes sur le réseau de S-Bahn Zürich. Elle est à doubles niveaux avec plancher bas ; et est fabriquée par Siemens depuis 2006, les dernières rames devant arriver à Zurich d'ici 2009. Les premières rames circulèrent à l'essai sur la ligne S 14 pendant un temps, puis la S 7 et la S 15, et désormais sur les S7, S8, S14, S15, S16 (partiellement, il y a une Re 450), S21 (partiellement) et S24 (partiellement). La longueur hors tampon est de 100 m, comme pour la Re 450, plusieurs ensembles peuvent être accouplés. La capacité d'une rame normale est de 282 places en deuxième classe et 74 en première.

### RABe 511

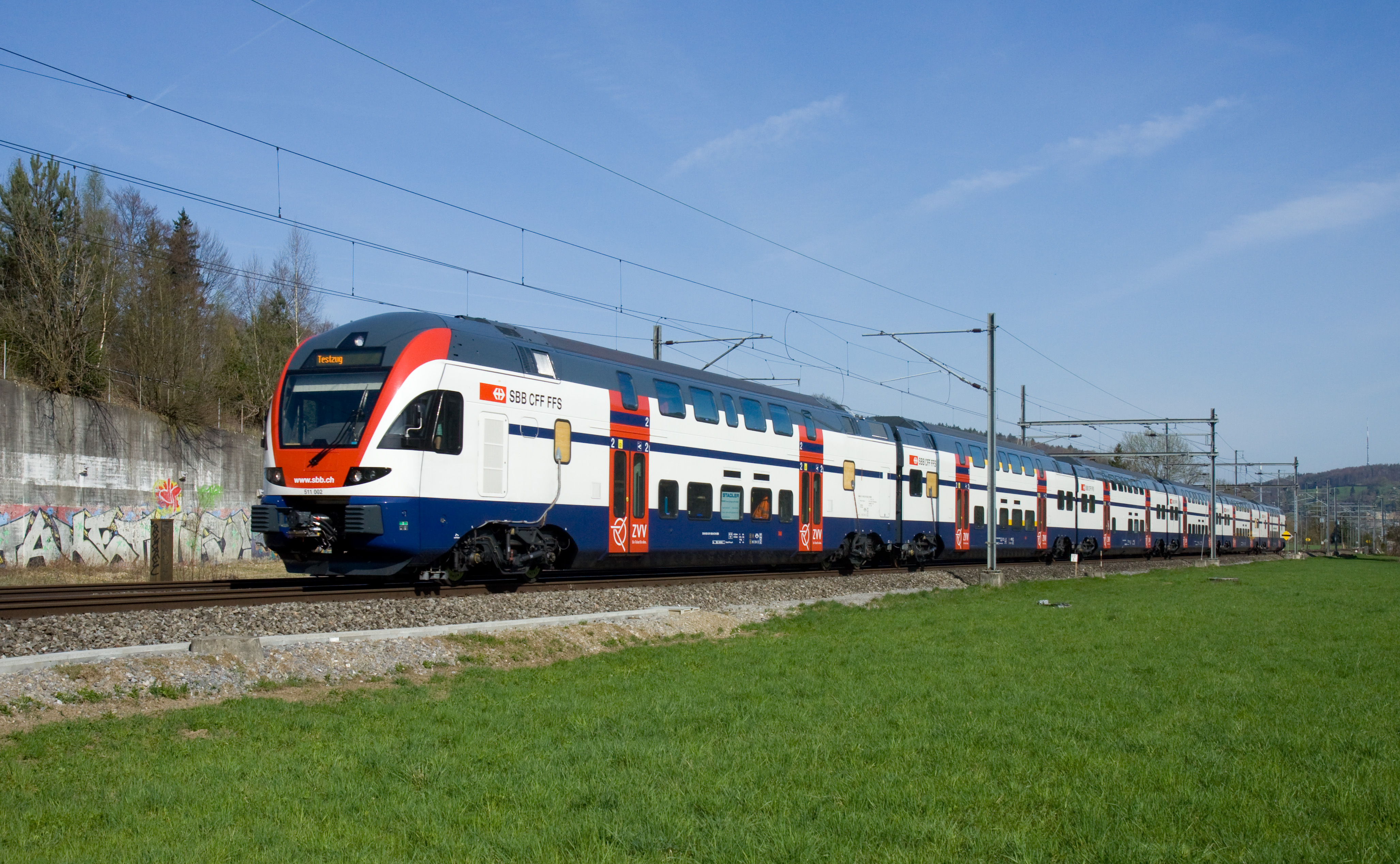
Une RABe 511 sur un circuit de test, entre Winterthour et Lindau.

La RABe 511 'KISS' est la troisième génération de navettes du réseau. À l'instar de la RABe 514, c'est une automotrice à plancher surbaissé. Fabriquée par Stadler Rail, elle est entrée en service en juin 2011.

### RABDe 510

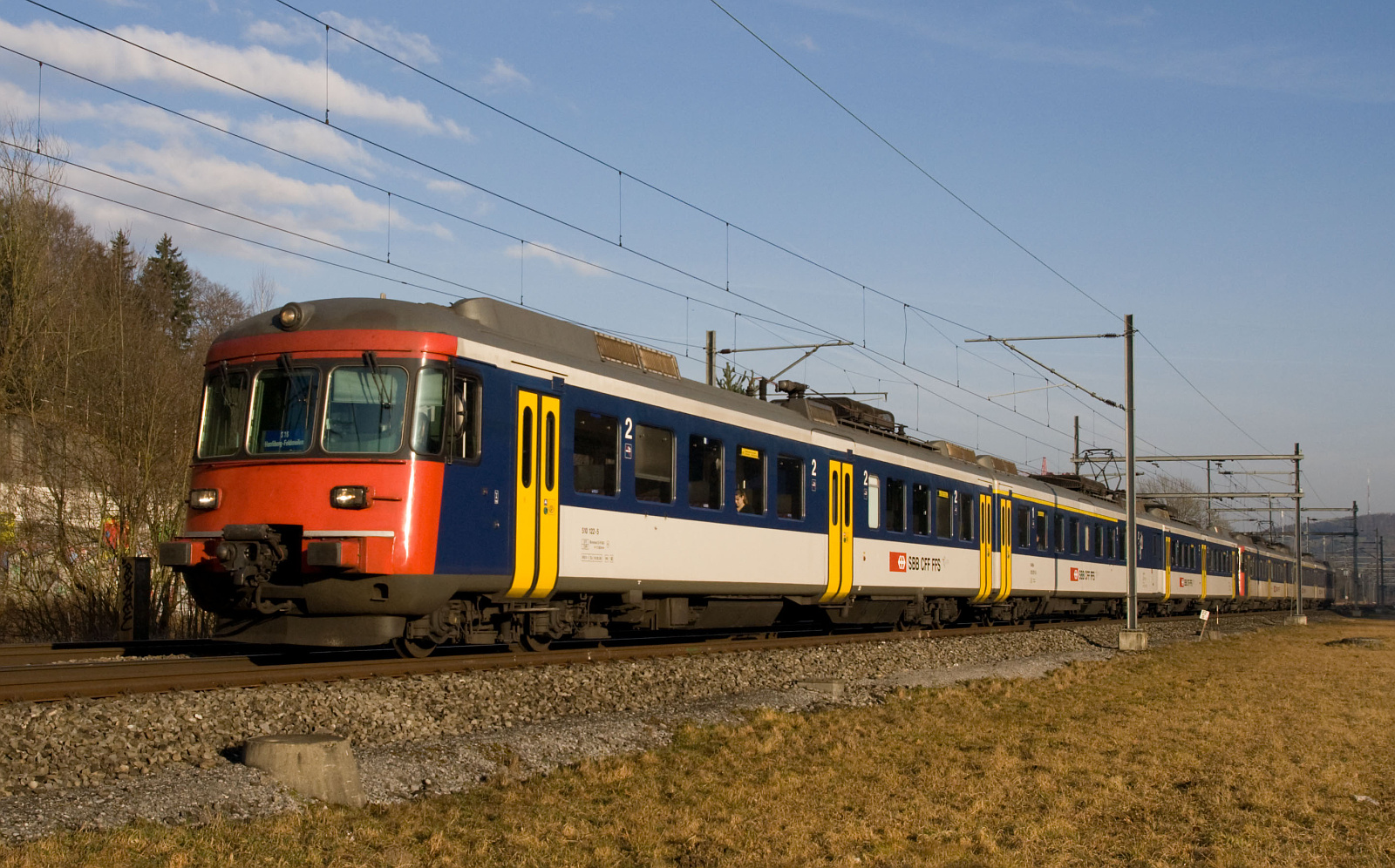
Une rame RABDe 510.

La navette RABDe 510 est la première mise en service sur le réseau de S-Bahn Zürich avec la rame RBe 540 du chapitre suivant. Elle a reçu plusieurs surnoms : Goldküstenexpress (en français : l'express de la Côte d'Or), ou plus communément « Mirage ». Chacune des 20 rames est composée de trois voitures à niveau unique, disposant en tout de 56 places assises en première classe et 144 en deuxième. La longueur de la rame hors tampon est de 73,5 m. Quatre rames au maximum peuvent circuler ensemble. La vitesse maximale est de 125 km/h.
Toute la série est à ce jour amortie et n'est plus en service. Une cabine de conduite a été gardée par la DSF à Coblence. (DSF = Collection des Draisines du Fricktal)

### RBe 540
La navette Rbe 540 est avec la RABDe 510 une des premières navettes mises en service sur le réseau de S-Bahn Zürich. La rame de base compte entre quatre et six voitures, la vitesse maximale est de 125 km/h. Son esthétique est très proche de celui de la RABDe 510.
Au début en service sur toutes les lignes importantes, la rame a maintenant été remplacée sur ces lignes par des rames plus modernes à deux étages, et est maintenant reléguée à des lignes moins importantes. Les RBe 540 circulent surtout sur les lignes S 15 et S 16. Elles ne sont plus utilisées sur les RER de Zurich que pour quelques S à destination de Schaffhouse et de Frauenfeld en partant de Stadelhofen.

## Entretien et garage
L'entretien quotidien du matériels ferroviaires est assuré par différents annexes d'entretiens et aussi d'entrepôts. Le système d'entretien était relativement simple, par la proximité des sites, la plupart basé à Zurich et environs, jusqu'à la fermeture de ces installations spéciales. Actuellement, l'entretien de base est toujours effectué à Zurich, mais les grands travaux de révisions sont effectués aux ateliers d'Olten et de Yverdon-les-Bains.
Excepté Zurich, un des plus importants centres de garages est à Oberwinterthur, où se trouve une part non négligeable des navettes à double niveaux, l'installation de ce centre a été spécialement faite pour ces rames, ne pouvant plus partagé sans problèmes les centres de Zurich. Le centre d'Oberwinterthur sert aussi à nettoyer les rames des actes de vandalismes (graffitis, vitres cassées, etc). En raison du surchargement des installations, les centres travaillent généralement sans interruptions.
D'autres garages se trouvent à proximité de la gare de Brugg et entre Jona et Rapperswil. Excepté à ces endroits, d'autres petits centres existent le long des lignes.

## Accidents
Depuis la mise en service du réseau, il n'y a eu que peu d'accidents.
Le 16 avril 1991, une rame prit feu dans le Hirschengrabentunnel, entre Zürich HB et Stadelhofen. Un passager tira la sonnette d'alarme et le train s'arrêta dans le tunnel, les 52 passagers eurent de la peine à trouver la sortie, certains furent blessés mais aucune perte ne fut à déplorer. C'est à partir de cet accident que le danger que présente le frein d'urgence dans les tunnels entra plus dans la conscience du public suisse.

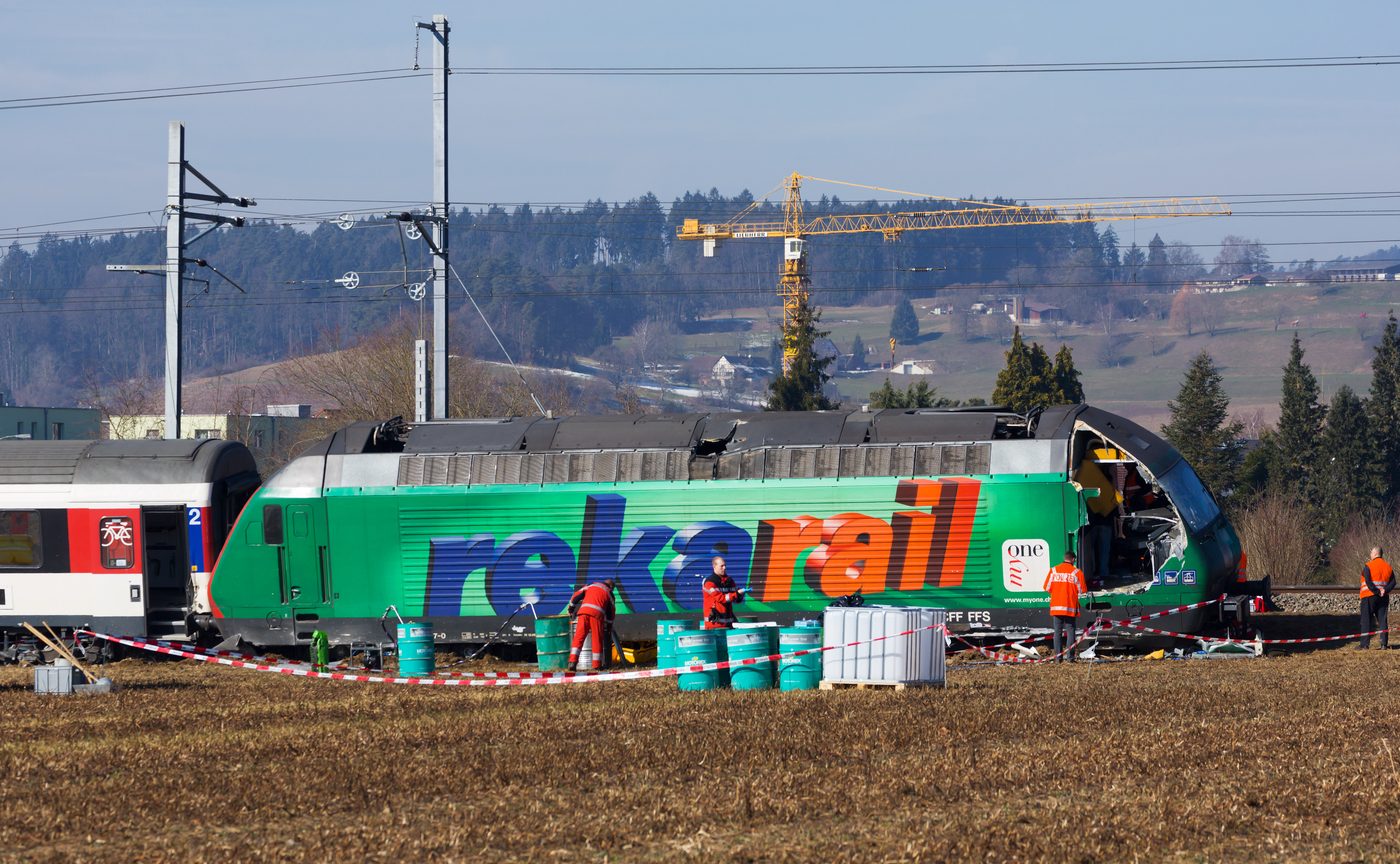
La locomotive Re 460 087 qui tractait l'InterRegio après l'accident ferroviaire de Rafz, en 2015.

Un autre accident plus grave eut lieu le 8 août 1992, un intercity de la ligne Genève-Romanshorn partait de la gare de Zürich HB à 70 km/h lorsqu'une S-Bahn arrivait en même temps, l'IC traversant la gare en diagonale, le choc fut latéral. Une personne fut tuée et 8 blessées gravement.
Le 2 février 1999, un employé de poste fut tué dans un fourgon après qu'un InterRegio ait déraillé d'une voie voisine.
Le 20 février 2015, une collision s'est produite près de Rafz entre un train du RER zurichois et un train de voyageurs des CFF. Un train InterRegio Zurich-Schaffhouse en transit a percuté une rame automotrice RABe 514 du RER qui circulait de Rafz à Schaffhouse. Six personnes ont été blessées, dont une grièvement. La cause de l'accident est le franchissement d'un signal fermé par le RER.